# Понтонна (платформа, Іжори)
Понтонна — залізнична платформа в Колпінському районі Санкт-Петербурга в селищі Понтонний.
Знаходиться за 23 км від Санкт-Петербург-Московський на дільниці Санкт-Петербург-Московський — Волховстрой-1, на перегоні Іжори — Саперна.
Є дві берегові платформи, квиткова каса та зал очікування.